# Luca (Fregona)
Luca is een plaats (frazione) in de Italiaanse gemeente Fregona. Het kleine dorpje ligt een paar kilometer ten oosten van de plaats Fregona aan de voet van uitlopers van de Dolomieten.
Luca bestond in 2021 uit tweeënveertig gebouwen waar zevenenvijftig mensen woonden.